# Zazemněný rybník
Zazemněný rybník je původní plocha rybníka, která byla postupně z volné vody přeměněna v souš přirozeným procesem podmíněným expanzí rostlin a usazováním anorganických a organických částic.

## Příklady
Mnohé zazemněné tůně a rybníky tvoří unikátní biotopy s výskytem vzácných druhů rostlin a živočichů, takže jich řada patří mezi chráněná území:
- Dráchovské tůně – soustava více či méně zazemněných mrtvých ramen Lužnice, přírodní rezervace (okres Tábor)[1]
- Ďáblík – přírodní památka tvořená zazemněným Knížecím rybníkem (okres České Budějovice)[1]
- Horní Lesák – přírodní památka (okres Jindřichův Hradec)[1]
- Řežabinec a Řežabinecké tůně – národní přírodní rezervace zahrnující rybník a zazemněné tůně (okres Písek)[1]
- Stříbrná Huť – přírodní památka tvořená zazemněným rybníkem Nadýmač (okres Tábor)[1]
- Tůně u Hajské – přírodní památka (okres Strakonice)[1]
- Vrbenská tůň – zazemňující se tůň původem ze zaniklého ramene Dehtářského potoka (okres České Budějovice)[1]
- Baroch - přírodní rezervace ochraňující zazemněný rybník, přilehlé rákosiny, lesní a luční společenstva, ornitologická lokalita.